# Список дипломатических миссий Сербии

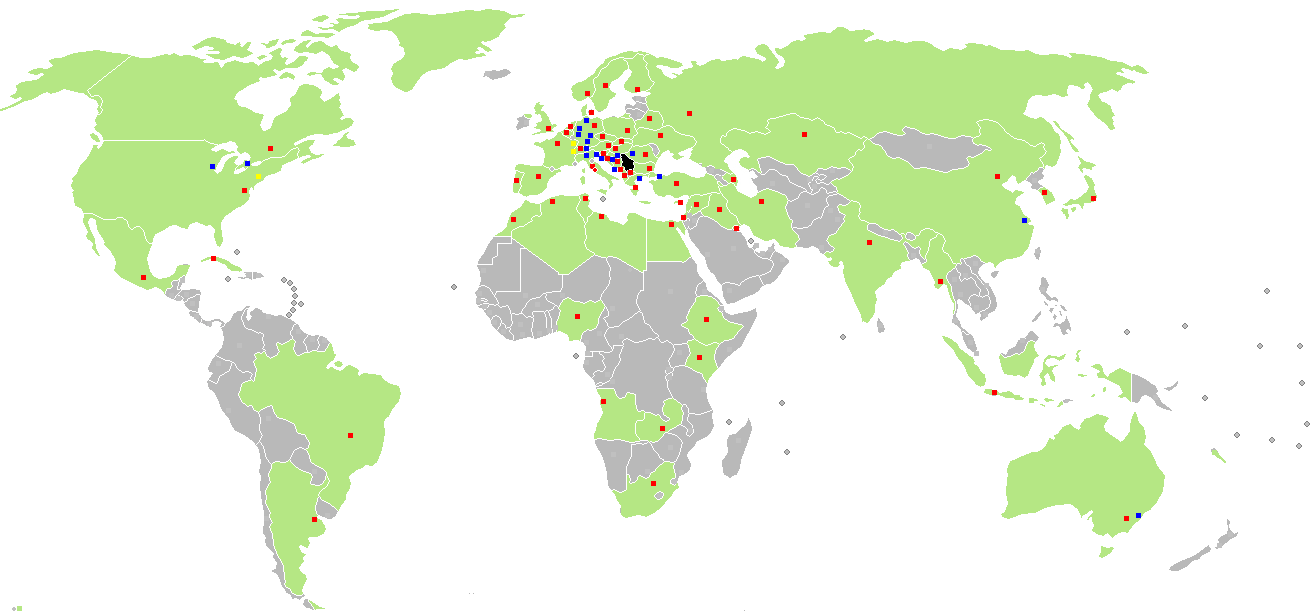
Карта расположения дипломатических миссий Сербии (красным отмечены страны, в которых имеются посольства Сербии, синим - генеральные консульства, жёлтым - иные представительства).

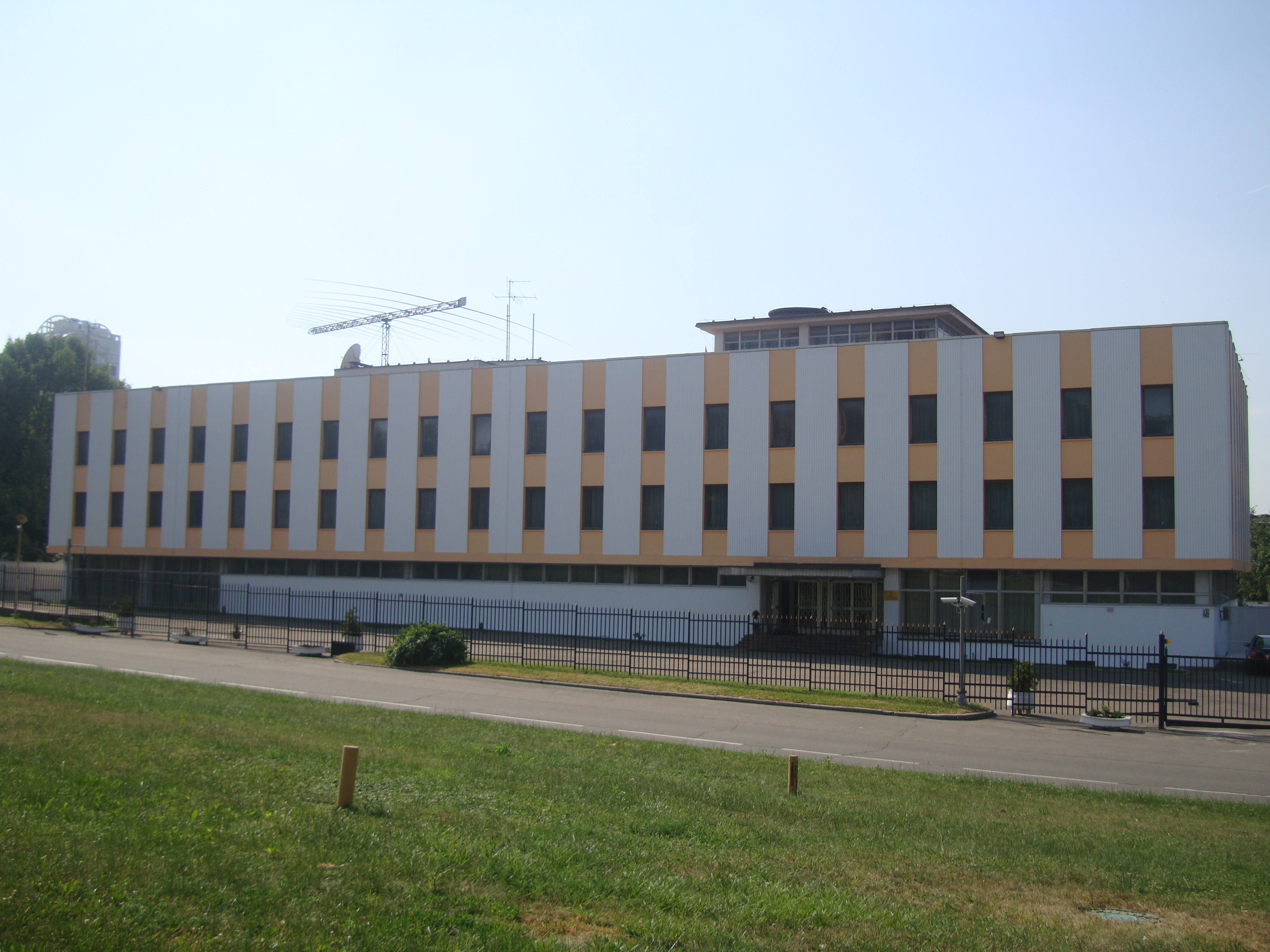
Посольство Сербии в Москве

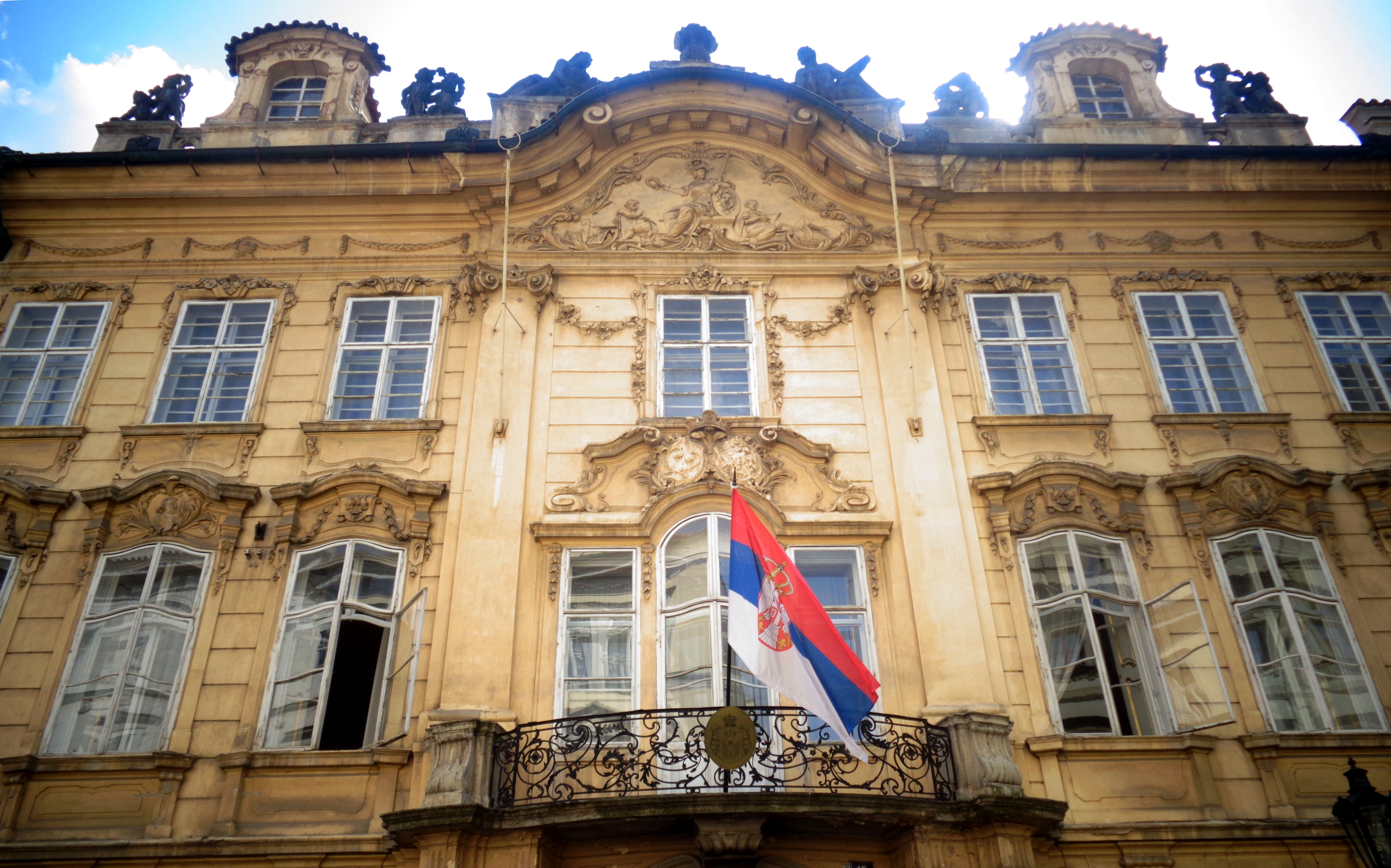
Посольство Сербии в Чехии, Прага

Список дипломатических миссий Сербии — дипломатические представительства  Сербии находятся на всех континентах планеты. После распада  Югославии Сербия унаследовала её обширную сеть посольств и других миссий. С 2001 года Сербия закрыла свои посольства в Чили,  Колумбии, ДРК,  Гане,  Гвинее,  Ливане,  Монголии, КНДР,  Пакистане,  Таиланде,  Венесуэле и  Вьетнаме, исходя как из финансовых, так и политических соображений. В 2011 Сербией было принято решение открыть свои миссии в  Казахстане,  Азербайджане и  Катаре, в 2011 - возобновить работу посольств в Венесуэле, Чили, Пакистане, Гане,  Омане и Демократической Республике Конго.

## Европа
- Албания, Тирана (посольство)
- Австрия, Вена (посольство)
  - Зальцбург (генеральное консульство)
- Азербайджан, Баку (посольство)
- Бельгия, Брюссель (посольство)
- Босния и Герцеговина, Сараево (посольство)
  - Баня-Лука (генеральное консульство)
- Белоруссия, Минск (посольство)
- Болгария, София (посольство)
- Чехия, Прага (посольство)
- Кипр, Никосия (посольство)
- Дания, Копенгаген (посольство)
- Финляндия, также аккредитация в Эстонии, Хельсинки (посольство)
- Франция, Париж (посольство)
  - Страсбург (генеральное консульство)
- Германия, Берлин (посольство)
  - Дюссельдорф (генеральное консульство)
  - Франкфурт-на-Майне (генеральное консульство)
  - Гамбург (генеральное консульство)
  - Мюнхен (генеральное консульство)
  - Штутгарт (генеральное консульство)
- Греция, Афины (посольство)
  - Салоники (консульство)
- Ватикан (посольство)
- Венгрия, Будапешт (посольство)
- Италия, Рим (посольство)
  - Милан (генеральное консульство)
  - Триест (генеральное консульство)
- Македония, Скопье (посольство)
- Черногория, Подгорица (посольство)
  - Херцег-Нови (генеральное консульство)
- Нидерланды, Гаага (посольство)
- Норвегия, Осло (посольство)
- Польша, Варшава (посольство)
- Португалия, Лиссабон (посольство)
- Румыния, Бухарест (посольство)
  - Тимишоара (консульство)
- Россия, Москва (посольство)
- Хорватия, Загреб (посольство)
  - Риека (генеральное консульство)
  - Вуковар (генеральное консульство)
- Словакия, Братислава (посольство)
- Словения, Любляна (посольство)
- Испания, Мадрид (посольство)
- Швеция, Стокгольм (посольство)
- Швейцария, Берн (посольство)
  - Цюрих (генеральное консульство)
- Украина, Киев (посольство)
- Великобритания, Лондон (посольство)

## Америка
- Канада, Оттава (посольство)
  - Торонто (генеральное консульство)
- США, Вашингтон (посольство)
  - Чикаго (генеральное консульство)
  - Нью-Йорк (генеральное консульство)
- Куба, также аккредитация в Доминиканской республике, Гаити Гавана (посольство)
- Мексика, также аккредитация в Коста-Рике, Сальвадоре, Гватемале, Никарагуа, Панаме и Гондурасе Мехико (посольство)
- Аргентина, Буэнос-Айрес (посольство)
- Бразилия, Бразилиа (посольство)

## Африка
- Алжир, аккредитация также в Мали и Мавритании, Эль-Джазаир (посольство)
- Ангола, аккредитация также в ДРК, Габоне, Гвинее и Сенегале, Луанда (посольство)
- Египет, аккредитация также в Судане, Каир (посольство)
- Эфиопия, аккредитация также в Джибути, Танзании и на Сейшелах, Аддис-Абеба (посольство)
- Кения, аккредитация также в Бурунди, Руанде, Уганде и в Эритрее, Найроби (посольство)
- Ливия, аккредитация также в Чаде, Триполи (посольство)
- Марокко, Рабат (посольство)
- ЮАР, аккредитация также в Ботсване, Лесото, Малави, Маврикии, Мозамбике, Намибии, Свазиленде и Зимбабве, Претория (посольство)
- Нигерия, аккредитация также в Камеруне и Гане, Абуджа (посольство)
- Тунис (посольство)
- Замбия, Лусака (посольство)

## Азия
- Китай, аккредитация также для КНДР, Монголии и Пакистана Пекин (посольство)
  - Шанхай (генеральное консульство)
- Индия, аккредитация также в Бангладеш, Бутане, Непале, Мальдивах,на Шри-Ланке, Афганистане, Нью-Дели (посольство)
- Индонезия, аккредитация также в Камбодже, Восточном Тиморе, Таиланде, Брунее, Малайзии,Филиппинах, Сингапуре, Вьетнаме, Брунее, Джакарта (посольство)
- Иран, Тегеран (посольство)
- Израиль, Тель-Авив (посольство)
- Япония, Токио (посольство)
- Малайзия, Куала-Лумпур (посольство)
- Турция, Анкара (посольство)
  - Стамбул (генеральное консульство)
- Сирия, аккредитация также в Иордании и Ливане, Дамаск (посольство)
- Кувейт, аккредитация также в Бахрейне, Омане, Катаре, ОАЭ, Йемене и Саудовской Аравии, Эль-Кувейт (посольство)
- Ирак, Багдад (посольство)
- Казахстан, Астана (посольство)
- Южная Корея, Сеул (посольство)
- Бирма, аккредитация также в Лаосе, Янгон (посольство)

## Океания
- Австралия, Канберра (посольство)
  - Сидней (генеральное консульство)

## Международные организации
- Брюссель (постоянные представительства при ЕС и НАТО)
- Женева (постоянная миссия при учреждениях ООН)
- Нью-Йорк (постоянная миссия при ООН)
- Париж (постоянная миссия при ЮНЕСКО)
- Страсбург (постоянная миссия при Совете Европы)
- Вена (постоянная миссия при ОБСЕ и учреждениях ООН)